# Nancy Anne Sakovich
Nancy Anne Sakovich (* 8. Oktober 1961 in Belleville, Ontario) ist eine kanadische Schauspielerin und war zuvor ein Fotomodell.
Nancy Anne Sakovich begann 1977 ein Studium der Biologie an der Trent University in Peterborough (Ontario), das sie 1981 abschloss. Anschließend arbeitete sie einige Jahre, vorwiegend in Europa, als Model. In den 1990er Jahren wechselte sie ins Schauspielfach und ist vor allem durch ihre Rolle als Lindsay Donner in der Fernsehserie PSI Factor bekannt geworden. In Nebenrollen wirkte sie im Fernsehfilm Coast to Coast (2003) und im Actiondrama Category 6 – Der Tag des Tornado (2004) mit.

## Filmografie
- 1991: Tropical Heat (Sweating Bullets, Fernsehserie, 1 Folge)
- 1991–1993: Katts und Dog (Katts and Dog, Fernsehserie, 19 Folgen)
- 1994: Kung Fu – Im Zeichen des Drachen (Kung Fu, Fernsehserie, 1 Folge)
- 1994: Tafelspitz
- 1995: Der Polizeichef (The Commish, Fernsehserie, 1 Folge)
- 1996–2000: PSI Factor – Es geschieht jeden Tag (PSI Factor – Chronicles of the Paranormal, Fernsehserie, 88 Folgen)
- 2000, 2001: Relic Hunter – Die Schatzjägerin (Relic Hunter, Fernsehserie, 3 Folgen)
- 2002: Queer as Folk (Fernsehserie, 7 Folgen)
- 2003: Coast to Coast
- 2004: Category 6 – Der Tag des Tornado (Category 6: Day of Destruction)